# Chlamisus mimosae
Chlamisus mimosae es una especie de coleóptero de la familia Chrysomelidae.
Fue descrita científicamente en 1989 por Karren.